# Jean Carlu

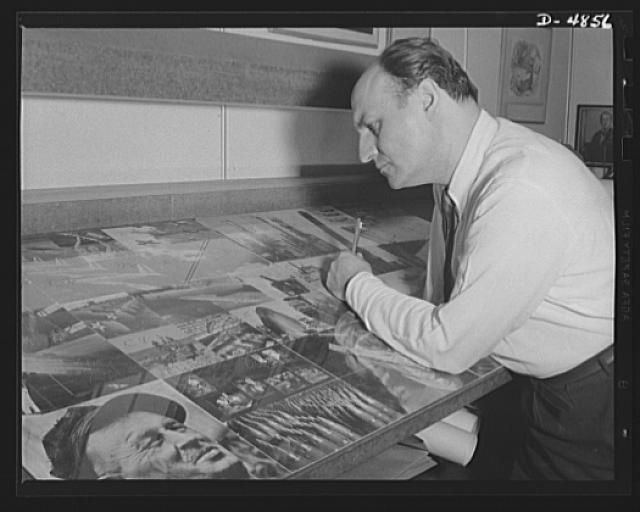
Jean Carlu omstreeks 1942

Jean Carlu (Bonnières-sur-Seine, 1900 - aldaar, 1997) was een Frans, grafisch ontwerper, gespecialiseerd in affiches. Hij kwam uit een familie van architecten; zijn broer Jacques Carlu ontwierp bijvoorbeeld het Palais de Chaillot in Parijs.

## Biografie
Jean Carlu begon zijn carrière als professioneel affichist in 1919, na een wedstrijd van de producent van een tandmiddel (Glycodont) in 1918. Van 1919 tot 1921 was hij in dienst als illustrator, waarna hij tussen 1921 en 1923 werkte bij een agentschap  dat reclameboodschappen ontwierp. In die periode ontwierp hij zijn eerste poster in art-deco-stijl (voor The Kid van Charlie Chaplin). Hij werd aangetrokken door het kubisme en door het werk van Juan Gris en Albert Gleizes. Hij was een van de eersten die inzag dat om een beeldmerk in het geheugen van de consument verankerd te krijgen een proces moet worden doorlopen waarin schematische vormen en expressieve kleuren moeten worden toegepast. Dat zijn precies de kenmerken die zijn affiches en andere werken een herkenbare kwaliteit geven. Hij is vooral bekend geworden door twee affiches: voor Monsavon en voor het Théâtre Pigalle. Ook heeft hij een baanbrekend etiket ontworpen voor de jaargang 1924 van Château Mouton-Rothschild.
- Bibliothèque nationale de France: cb11942068s (data)
- Gemeinsame Normdatei: 116456531
- International Standard Name Identifier: 0000 0000 8159 105X
- Library of Congress Control Number: n94122269
- National Archives and Records Administration: 10601388
- Nederlandse Thesaurus van Auteursnamen: 06858203X
- RKD-Nederlands Instituut voor Kunstgeschiedenis: 15437
- SNAC: w6gx5z1d
- Système universitaire de documentation: 082393346
- Union List of Artist Names: 500096734
- Virtual International Authority File: 79152896
- WorldCat: E39PBJhmP3htp7J3RQdxFDxFKd